# Goniophlebium percussum
Goniophlebium percussum är en stensöteväxtart som först beskrevs av Antonio José Cavanilles, och fick sitt nu gällande namn av Wagner och Grether. Goniophlebium percussum ingår i släktet Goniophlebium och familjen Polypodiaceae. Inga underarter finns listade.